# Чемпионат Франции по международным шашкам среди мужчин
Чемпионат Франции по международным шашкам среди мужчин — ежегодный турнир по шашкам, один из старейших чемпионатов. С 1938 года проводятся под эгидой созданной в 1937 году Французской федерации шашек (фр. Fédération Française de Jeu de Dames).

## Международные турниры (фактически чемпионаты Франции)
| Год  | Место   | 1                                       | 2               | 3                           |
| ---- | ------- | --------------------------------------- | --------------- | --------------------------- |
| 1885 | Амьен   | Анатоль Дюссо                           | Анри Лесаж      | Жорж Баледен                |
| 1886 | Амьен   | Анатоль Дюссо                           | Луи Бартелинг   | Клас де Гер                 |
| 1887 | Амьен   | Луи Бартелинг                           | Эжен Леклерк    | Анри Лесаж Ж. Циммерман     |
| 1891 | Париж   | Луи Бартелинг                           | Эжен Леклерк    | Исидор Вейс                 |
| 1894 | Париж   | Луи Бартелинг Анатоль Дюссо Луи Рафаэль |                 |                             |
| 1895 | Марсель | Эжен Леклерк                            | Луи Рафаэль     | Виктор Жан                  |
| 1895 | Париж   | Исидор Вейс                             | Ж. Циммерман    | Ахмед Канди                 |
| 1899 | Амьен   | Исидор Вейс                             | Луи Рафаэль     | Луи Бартелинг Анатоль Дюссо |
| 1900 | Париж   | Исидор Вейс                             | Гастон Буден    | Жюль Шардонне               |
| 1909 | Париж   | Исидор Вейс                             | Альфред Молимар | Джек де Гааз                |

## Нерегулярные чемпионаты Франции
| Год  | Место | 1                                                            | 2           | 3          |
| ---- | ----- | ------------------------------------------------------------ | ----------- | ---------- |
| 1910 | Лион  | Альфред Молимар                                              | Исидор Вейс | Поль Сонье |
| 1910 | Лион  | Исидор Вейс (матчи с Альфредом Молимаром и Леонаром Оттина)  |             |            |
| 1912 | Париж | Альфред Молимар (матч с Исидором Вейсом)                     |             |            |
| 1922 | Париж | Мариус Фабр (отборочный турнир + матч с Альфредом Молимаром) |             |            |
| 1923 | Лион  | Мариус Фабр (матч с Альфредом Молимаром)                     |             |            |
| 1930 | Париж | Мариус Фабр (матч с Луи Сигалем)                             |             |            |

## Призёры чемпионатов
| Год  | Место                 | 1                 | 2                                           | 3                                    | Примечания                                                 |
| ---- | --------------------- | ----------------- | ------------------------------------------- | ------------------------------------ | ---------------------------------------------------------- |
| 1938 | Париж                 | Герман де Йонг    | Адриен Шампен                               | Пьер Гестем                          | по круговой системе по системе микроматчей, 10 спортсменов |
| 1939 | Париж                 | Абель Верс        | Герман де Йонг                              | Станислас Бизо                       | по круговой системе по системе микроматчей, 10 спортсменов |
| 1942 | Париж                 | Пьер Гестем       | Станислас Бизо                              | Абель Верс                           | по круговой системе по системе микроматчей, 4 спортсмена   |
| 1943 | Париж                 | Пьер Гестем       | Станислас Бизо                              | Абель Верс                           | 8 спортсменов, по круговой системе по системе микроматчей  |
| 1945 | Париж                 | Рене Фанкхаузер   | Пьер Дионис                                 | Антуан Мелино                        | 7 спортсменов, по круговой системе по системе микроматчей  |
| 1946 | Лион                  | Пьер Блюм         | Абель Верс                                  | Пьер Дионис                          | 9 спортсменов, по круговой системе по системе микроматчей  |
| 1947 | Париж                 | Жорж Мальфрей     | Пьер Перо                                   | Жорж Пост                            | двухкруговой турнир из восьми участников                   |
| 1948 | Лион                  | Марсель Боннар    | Жорж Пост                                   | Жорж Мальфрей                        | круговик, 14 участников                                    |
| 1949 | Париж                 | Жорж Мальфрей     | Maxime Fayet                                | Станислас Бизо                       | 13 спортсменов, по круговой системе по системе микроматчей |
| 1950 | Ницца                 | Жорж Мальфрей     | Анри Байоль                                 | Марсель Наварро                      | 12 спортсменов, по круговой системе                        |
| 1951 | Бордо                 | Марсель Боннар    | Жорж Мальфрей Марсель Пуэртола Абель Верс   |                                      | 13 спортсменов, по круговой системе                        |
| 1952 | Гренобль              | Абель Верс        | Марсель Боннар                              | Ли-Чоан Кинг                         | 11 спортсменов, по круговой системе                        |
| 1953 | Париж                 | Ли-Чоан Кинг      | Жорж Мальфрей                               | Марсель Наварро                      | 13 спортсменов, по круговой системе                        |
| 1954 | Лион                  | Ли-Чоан Кинг      | Марсель Боннар                              | Жак Винье Абель Верс                 |                                                            |
| 1955 | Ле-Сабль-д’Олон       | Абель Верс        | Клод Гурнье                                 | Пьер Дионис                          |                                                            |
| 1956 | Тур                   | Мишель Изар       | Абель Верс                                  | Ли-Чоан Кинг Клод Гурнье Пьер Дионис | двухкруговой турнир из восьми участников                   |
| 1957 | Париж                 | Мишель Изар       | Бернар Девошель                             | Абель Верс                           | 13 спортсменов, по круговой системе                        |
| 1958 | Лион                  | Рауль Дельом      | Рене Фанкхаузер                             | Бернар Девошель                      | 12 спортсменов, по круговой системе                        |
| 1959 | Шательро              | Баба Си           | Абель Верс                                  | Рауль Дельом                         | 11 спортсменов, по круговой системе                        |
| 1960 | Ромийи-сюр-Сен        | Абель Верс        | Ли-Чоан Кинг                                |                                      | 15 спортсменов, по круговой системе                        |
| 1961 | Версаль               | Мишель Изар       | Анри Байоль                                 | Ли-Чоан Кинг                         | 13 спортсменов, по круговой системе                        |
| 1962 | Марсель               | Мишель Изар       | Анри Шилан                                  | Пьер Дионис                          | 13 спортсменов, по круговой системе                        |
| 1963 | Лион                  | Мишель Изар       | Анри Байоль                                 | Пьер Дионис                          | 13 спортсменов, по круговой системе                        |
| 1964 | Алес                  | Мишель Изар       | Рауль Дельом                                | Ли-Чоан Кинг                         | 11 спортсменов, по круговой системе                        |
| 1965 | Дижон                 | Мишель Изар       | Анри Бажолле                                | Абель Верс                           | 10 спортсменов, по круговой системе                        |
| 1966 | Париж                 | Жорж Мостовой     | Рауль Дельом                                | Абель Верс                           | двухкруговой турнир из семи участников                     |
| 1967 | Амьен                 | Жорж Мостовой     |                                             |                                      |                                                            |
| 1968 | Ним                   | Жорж Мостовой     | Анри Байоль                                 | Мишель Изар                          | (13 участников)                                            |
| 1969 | Перпиньян             | Мишель Изар       | Абель Верс Рауль Дельом                     |                                      | (7 участников)                                             |
| 1970 | Нант                  | Мишель Изар       | Жорж Мостовой                               | Жан Пьер Рабатель                    | 51 участник (9 в финале)                                   |
| 1971 | Тулон                 | Мишель Изар       |                                             |                                      | 41 участник (5 в финале)                                   |
| 1972 | Бордо                 | Жан Пьер Рабатель |                                             |                                      |                                                            |
| 1973 | Малосен               | Мишель Изар       | Абель Верс                                  | Рауль Дельом Жан Пьер Рабатель       |                                                            |
| 1974 | Ла-Рошель             | Жорж Мостовой     |                                             |                                      |                                                            |
| 1975 | Гайак                 | Рауль Дельом      | Фидель Нимби                                | Антуан Мелино                        | 14 спортсменов, по круговой системе                        |
| 1976 | Нарбонна              | Фидель Нимби      | Рауль Дельом Даниэль Иссален Жак Винье      |                                      | 14 спортсменов, по круговой системе                        |
| 1977 | Бове                  | Фидель Нимби      | Мишель Изар                                 | Рауль Дельом                         | 14 спортсменов, по круговой системе                        |
| 1978 | Дижон                 | Жан Пьер Рабатель |                                             |                                      |                                                            |
| 1979 | Валанс                | Анри Кордье       |                                             |                                      |                                                            |
| 1980 | Драгиньян             | Рауль Дельом      | Жан Пьер Дюбуа                              | Люк Гинар                            | 14 спортсменов, по круговой системе                        |
| 1981 | Нант                  | Люк Гинар         | Фидель Нимби                                | Жан Пьер Дюбуа                       | 14 спортсменов, по круговой системе                        |
| 1982 | Тулуза                | Жан Пьер Дюбуа    | Фидель Нимби                                | Люк Гинар                            | 14 спортсменов, по круговой системе                        |
| 1983 | Ла-Шапель-д’Армантьер | Люк Гинар         | Даниэль Иссален                             | Рауль Дельом                         | 14 спортсменов, по круговой системе                        |
| 1984 | Секлен                | Даниэль Иссален   | Фидель Нимби                                | Жак Винье                            | 14 спортсменов, по круговой системе                        |
| 1985 | Компьен               | Люк Гинар         | Фидель Нимби                                | Жан Пьер Дюбуа                       |                                                            |
| 1986 | Дакс                  | Даниэль Иссален   |                                             |                                      |                                                            |
| 1987 | Апт                   | Оливье Боннав     |                                             |                                      |                                                            |
| 1988 | Сорг                  | Оливье Боннав     |                                             |                                      |                                                            |
| 1989 | Ле-Сабль-д’Олон       | Жозе Бейяр        | Лоран Нико                                  | Папа Сиссе                           | 14 спортсменов, по круговой системе                        |
| 1990 | Шартр                 | Папа Сиссе        |                                             |                                      |                                                            |
| 1991 | Реймс                 | Даниэль Иссален   |                                             |                                      |                                                            |
| 1992 | Партене               | Жиль Дельмот      | Тьерри Дельмот                              | Жорж Мостовой                        | 14 спортсменов, по круговой системе                        |
| 1993 | Ле-Ман                | Папа Сиссе        | 2-4 Лоран Нико Даниэль Иссален Фидель Нимби |                                      | 14 спортсменов, по круговой системе                        |
| 1994 | Макон                 | Тьерри Дельмот    |                                             |                                      |                                                            |
| 1995 | Труа                  | Фидель Нимби      |                                             |                                      |                                                            |
| 1996 | Монтелимар            | Арно Кордье       |                                             |                                      |                                                            |
| 1997 | Партене               | Арно Кордье       | Коффи Максим Куаме                          | Лоран Нико                           | 12 участников, круговая система                            |
| 1998 | Париж                 | Арно Кордье       | Жорж Мостовой                               | Коффи Максим Куаме                   | 12 участников, круговая система                            |
| 1999 | Акс                   | Николя Гибер      | Арно Кордье                                 | Папа Сиссе                           | 12 спортсменов, по круговой системе                        |
| 2000 | Ле-Праде              | Арно Кордье       | Жан Дальмейда                               | Андре Беркот                         | 12 спортсменов, по круговой системе                        |
| 2001 | Ла-Рош-сюр-Йон        | Арно Кордье       | Коффи Максим Куаме                          | Лоран Нико                           | 12 спортсменов, по круговой системе                        |
| 2002 | Мон-де-Марсан         | Лоран Нико        | Тьерри Дельмот                              | Андре Беркот                         | 12 спортсменов, по круговой системе                        |
| 2003 | Лилль                 | Лоран Нико        | Арно Кордье                                 | Оскар Лоньон                         | 12 спортсменов, по круговой системе                        |
| 2004 | Компьен               | Жиль Дельмот      | Арно Кордье                                 | Лоран Нико                           | 12 спортсменов, по круговой системе                        |
| 2005 | Бурж                  | Арно Кордье       | Лоран Нико                                  | Коффи Максим Куаме                   | 12 спортсменов, по круговой системе                        |
| 2006 | Лозерт                | Оскар Лоньон      | Лоран Нико                                  | Арно Кордье                          | 12 спортсменов, по круговой системе                        |
| 2007 | Гравлин               | Арно Кордье       | Флобер Ндонзи                               | Андре Беркот                         | 12 спортсменов, по круговой системе                        |
| 2008 | Ланьон                | Арно Кордье       | Флобер Ндонзи                               | Оскар Лоньон                         | 12 спортсменов, по круговой системе                        |
| 2009 | Мон-де-Марсан         | Тьерри Дельмот    | Арно Кордье                                 | Оскар Лоньон                         | 12 спортсменов, по круговой системе                        |
| 2010 | Тулуза                | Арно Кордье       | Андре Беркот                                | Оскар Лоньон                         | 12 спортсменов, по круговой системе                        |
| 2011 | La Couture            | Арно Кордье       | Оскар Лоньон                                | Флобер Ндонзи                        | 12 спортсменов, по круговой системе                        |
| 2012 | Ла-Рош-сюр-Йон        | Арно Кордье       | Тьерри Дельмот                              | Оскар Лоньон                         | 12 спортсменов, по круговой системе                        |
| 2013 | Рьом                  | Арно Кордье       | Оскар Лоньон                                | Кевин Махтелинк                      | 12 спортсменов, по круговой системе                        |
| 2014 | Шартр                 | Арно Кордье       | Кевин Махтелинк                             | Фидель Нимби                         | 12 спортсменов, по круговой системе                        |
| 2015 | Тур                   | Арно Кордье       | Фидель Нимби                                | Кевин Махтелинк                      | 12 спортсменов, по круговой системе                        |
| 2016 | Тур                   | Арно Кордье       | Оскар Лоньон                                | Дезире Лазар Наджиб (Камерун)        | 12 спортсменов, по круговой системе                        |
| 2017 | Рьом                  | Кевин Махтелинк   | Арно Кордье                                 | Оскар Лоньон                         | 12 спортсменов, по круговой системе                        |
| 2018 | L'Hébergement         | Арно Кордье       | Оскар Лоньон                                | Жан Лу Прауд                         | 12 спортсменов, по круговой системе                        |
| 2019 | Дранси                | Кевин Махтелинк   | Арно Кордье                                 | Тьерри Дельмот                       | 12 спортсменов, по круговой системе                        |
| 2021 | Монпелье              | Кевин Махтелинк   | Али Манакуну                                | Ламберт-Ян Купс                      | 11 спортсменов, по круговой системе                        |
| 2022 | Пьерфит-Несталас      | Арно Кордье       | Кевин Махтелинк                             | Серж Мино                            | 12 спортсменов, по круговой системе                        |
| 2023 | Chéu                  | Арно Кордье       | Али Манакуну                                | Жан Лу Прауд                         | 12 спортсменов, по круговой системе                        |
| 2024 | Компьен               | Арно Кордье       | Томи Люсьен Мбонго                          | Кевин Махтелинк                      | 12 спортсменов, по круговой системе                        |

## Полу рапид
год 	победитель 	место проведения
- 2018	Nimbi Fidèle	Saint-Georges-de-Didonne
- 2017	Docherty William	Saint-Georges-de-Didonne
- 2016	Machtelinck Kévin	Saint-Georges-de-Didonne
- 2015	Machtelinck Kévin	Saint-Georges-de-Didonne
- 2014	Mostovoy Georges	Enval
- 2013	Przewozniak Richard	Enval
- 2012	Mostovoy Georges	Enval
- 2011	Delmotte Thierry	Enval
- 2010	Duplouy Sébastien	Enval
- 2009	Lognon Oscar	Moulins
- 2008	Cordier Arnaud	Montceau les Mines
- 2007	Lognon Oscar	Jard sur Mer
- 2004	Monnet Pierre	Saint-Cloud
- 1999	Kouamé Maxime	Parthenay
- 1996	Gérard Moreau	Dijon

## Рекорды чемпионатов
Рауль Дельом выиграл чемпионат спустя 22 года. Абель Верс — 21 год, Фидель Нимби — с разницей в 19 лет.
Арно Кордье выигрывал чемпионат 16 раз.